# Nikki Sixx
Nikki Sixx, nato Franklin Carlton Serafino Feranna Jr. (San Jose, 11 dicembre 1958), è un bassista e fotografo statunitense.
Sixx è il leader e membro fondatore dei Mötley Crüe, uno dei gruppi più importanti del panorama hair metal della Los Angeles anni ottanta. Inoltre è membro del gruppo Sixx:A.M., nato nel 2007, di cui è il fondatore insieme a James Michael e DJ Ashba.

## Biografia
Figlio di Deana Richards e Franklin Carlton Serafino Feranna Sr.; la madre era una corista che ha collaborato con Mitzi Gaynor, Count Basie, Nelson Riddle e Frank Sinatra. Il padre, originario di Calascibetta (Sicilia), abbandonò la famiglia quando Nikki aveva solo quattro anni. Ebbe un'infanzia molto travagliata causata dai continui spostamenti dovuti al lavoro della madre. Passò i primi anni della sua vita a Los Angeles, spostandosi poi verso il lago Tahoe. Visse con i nonni in Messico (ricordato da Nikki come il periodo più bello della sua infanzia), nell'Idaho, in Texas (El Paso), in Nuovo Messico (Anthony), e ancora nell'Idaho.
Ritorna dalla madre (che nel frattempo si era trasferita a Seattle) ma la convivenza dura qualche giorno. Nikki ritorna dai nonni, ma anche in questo caso sarà per poco. L'eco del movimento musicale che si sta creando in quel periodo a Los Angeles convince il
giovane Nikki a partire.
Militò in formazioni più o meno ambiziose come i Sister (con il futuro leader degli W.A.S.P. Blackie Lawless) e i Soul Garden, fino alla prima esperienza significativa con i London (sempre con Blackie Lawless). In quel periodo incontrò Tommy Lee (batterista dei Suite 19) e tramite un annuncio scovarono il chitarrista Mick Mars (ex White Horse e Vendetta). In seguito si aggiunse Vince Neil alla voce. Nacquero così i Mötley Crüe.
Dopo anni di eccessi di droga e sconvolgimenti della band, Nikki trova la felicità personale nel matrimonio con l'attrice Donna D'Errico, dalla quale ha divorziato nel maggio 2006. Prima di Donna, Nikki è stato sposato circa 7 anni con la playmate Brandi Brandt. Si dice sia stato proprio Nikki ad introdurre Robbin Crosby, chitarrista dei Ratt, alla droga, la quale lo porterà alla morte per overdose da eroina nel 2002 (anche se da tempo gravemente malato di AIDS). Comunque sia, Robbin Crosby era molto amico di Nikki, e la droga e la malattia non sono state certamente opera esclusiva dal bassista dei Crue, quanto più risultato di debolezze peculiari dello stesso Crosby, probabilmente meno forte caratterialmente dell'amico Sixx, il quale invece affrontò con successo una lunga cura disintossicante.
Nikki ha 5 figli: Gunner, Decker e Storm frutto del matrimonio con Brandy Brant, Frankie Jean nata dal secondo matrimonio con Donna D'Errico. 
E ultima arrivata a casa Sixx, Ruby Sixx (27 luglio 2019), nata dal matrimonio con Courtney Bingham, sposati nel 2014. Da ricordare nel 2002 la collaborazione con il chitarrista Tracii Guns, che diede alla luce il progetto Brides of Destruction. Nikki è anche un disegnatore di vestiti e testimonial di una linea di occhiali da sole.
Il 21 agosto 2007 esce l'album ispirato a Heroin Diaries, libro scritto da Nikki sui suoi trascorsi da tossicodipendente; il primo singolo tratto è Life is Beautiful. L'album è stato scritto dal bassista con collaborazioni esterne al gruppo dei Motley Crue. Il libro è invece uscito nel mese di settembre 2007. Nel marzo del 2008 si fidanza ufficialmente con la tatuatrice californiana Kat Von D, che frequentava dall'estate dell'anno prima.
Il 24 gennaio 2010 rende pubblica la separazione da Kat Von D, per motivi che restano personali. Nel febbraio dello stesso anno trasmette lo show radiofonico Sixx Sence, che va in onda su Premiere Radio Networks. Nel settembre 2010 è uscita l'edizione tradotta in italiano del libro "The Heroin Diaries" per Chinaski Edizioni, che ne ha acquistato i diritti dalla Simon & Schuster. Nel 2011 è uscito l'album This Is Gonna Hurt. Insieme a quest'ultimo album, viene pubblicato anche un libro omonimo, che raccoglie delle fotografie di Nikki Sixx che tendono a mettere in luce la bellezza di uomini e donne normalmente considerati brutti o storpi.

## Strumentazione
- Bass: Schecter Sixx bass
- Basso: Gibson Thunderbird IV
- Amplificazione: testata e cassa Ampeg
- Amplificazione: casse Bassoon

## Discografia

### Con i Mötley Crüe

#### Album in studio
- 1981 – Too Fast for Love
- 1983 – Shout at the Devil
- 1985 – Theatre of Pain
- 1987 – Girls, Girls, Girls
- 1989 – Dr. Feelgood
- 1994 – Mötley Crüe
- 1997 – Generation Swine
- 2000 – New Tattoo
- 2008 – Saints of Los Angeles

#### Live
- 1999 – Live: Entertainment or Death
- 2006 – Carnival of Sins Live

#### Raccolte
- 1988 – Raw Tracks
- 1990 – Raw Tracks vol. 2
- 1991 – Decade of Decadence
- 1994 – Quaternary
- 1998 – Greatest Hits
- 1999 – Supersonic and Demonic Relics
- 2003 – Millennium Collection
- 2003 – Music to Crash Your Car To, Vol. 1
- 2004 – Music to Crash Your Car To, Vol. 2
- 2004 – Loud as F*@k
- 2005 – Red, White & Crüe

### Con i Brides of Destruction
- 2004 – Here Come the Brides
- 2005 – Runaway Brides

### Con Alice Cooper (come special guest)
- 1991 – Hey Stoopid
- 1995 – Classicks
- 1999 – The Life and Crimes of Alice Cooper

### Con i Sixx:A.M.

#### Album in studio
- 2007 – The Heroin Diaries Soundtrack
- 2011 – This Is Gonna Hurt
- 2014 – Modern Vintage
- 2016 – Prayers for the Damned (Vol.1)
- 2016 – Prayers for the Blessed (Vol.2)

#### EP
- 2008 – X-Mas in Hell
- 2008 – Live Is Beautiful
- 2011 – 7